# Astomiopsis exserta
Astomiopsis exserta är en bladmossart som beskrevs av Jerry Allen Snider 1987 [1988. Astomiopsis exserta ingår i släktet Astomiopsis och familjen Ditrichaceae. Inga underarter finns listade i Catalogue of Life.